# Grădina Muzeului Național de Etnografie și Istorie Naturală din Chișinău
Grădina Muzeului Național de Etnografie și Istorie Naturală din Chișinău este o arie protejată din Republica Moldova, reprezentând un monument de arhitectură peisagistică. Este amplasată în orașul Chișinău, în perimetrul străzilor Mihail Kogălniceanu, Maria Cebotari, Alexei Șciusev și Sfatul Țării, în spatele clădirii muzeului. Are o suprafață de 0,075 ha. În 1998, se afla în administrarea Ministerului Culturii.

## Istoric
Grădina a fost înființată în 1906, în baza grădinii-parc create la mijlocul secolului al XIX-lea, cu scopul de a prezenta la scară redusă flora spontană din toate zonele Basarabiei.

## Diversitate floristică
Pe teritoriu sunt amenajate sectoare ce reprezintă tipurile principale de vegetație din țară: silvică, de stepă, acvatică și palustră. Colecția de plante include și plante rare și pereclitate, cât și plante decorative. Genofondul este constituit din 165 de specii de plante vasculare, dintre care 28 de specii de arbori, 25 de specii de arbuști și cca 112 specii de plante ierboase. Sunt conservate ex situ 32 de specii de plante rare, dintre care 13 sunt incluse în Cartea Roșie a Republicii Moldova.
În mini-grădina botanică sunt înregistrați doi arbori seculari: un stejar pedunculat (Quercus robur) și un fag (Fagus sylvatica). Fagul s-a uscat și a fost doborât.

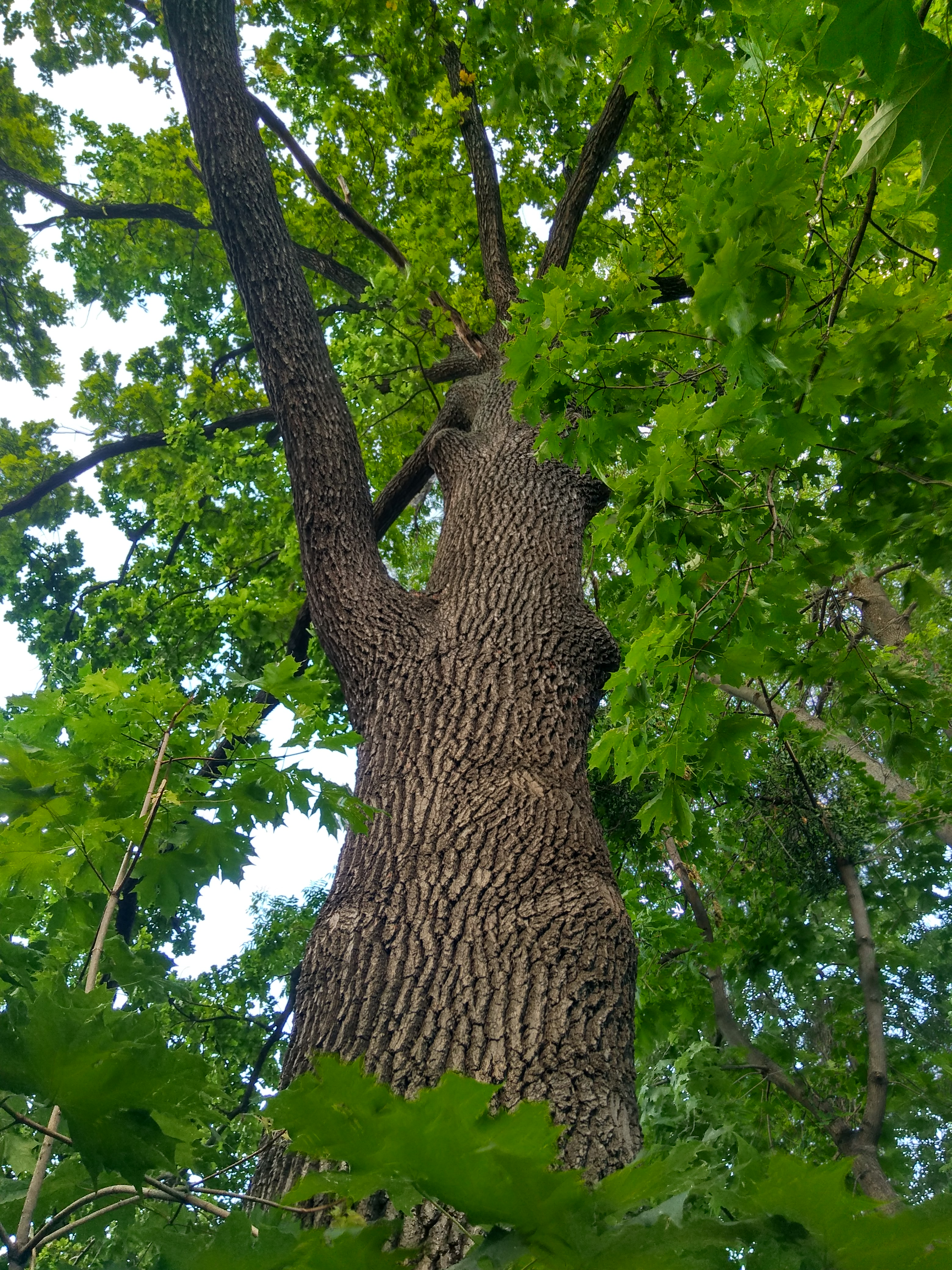
Stejar
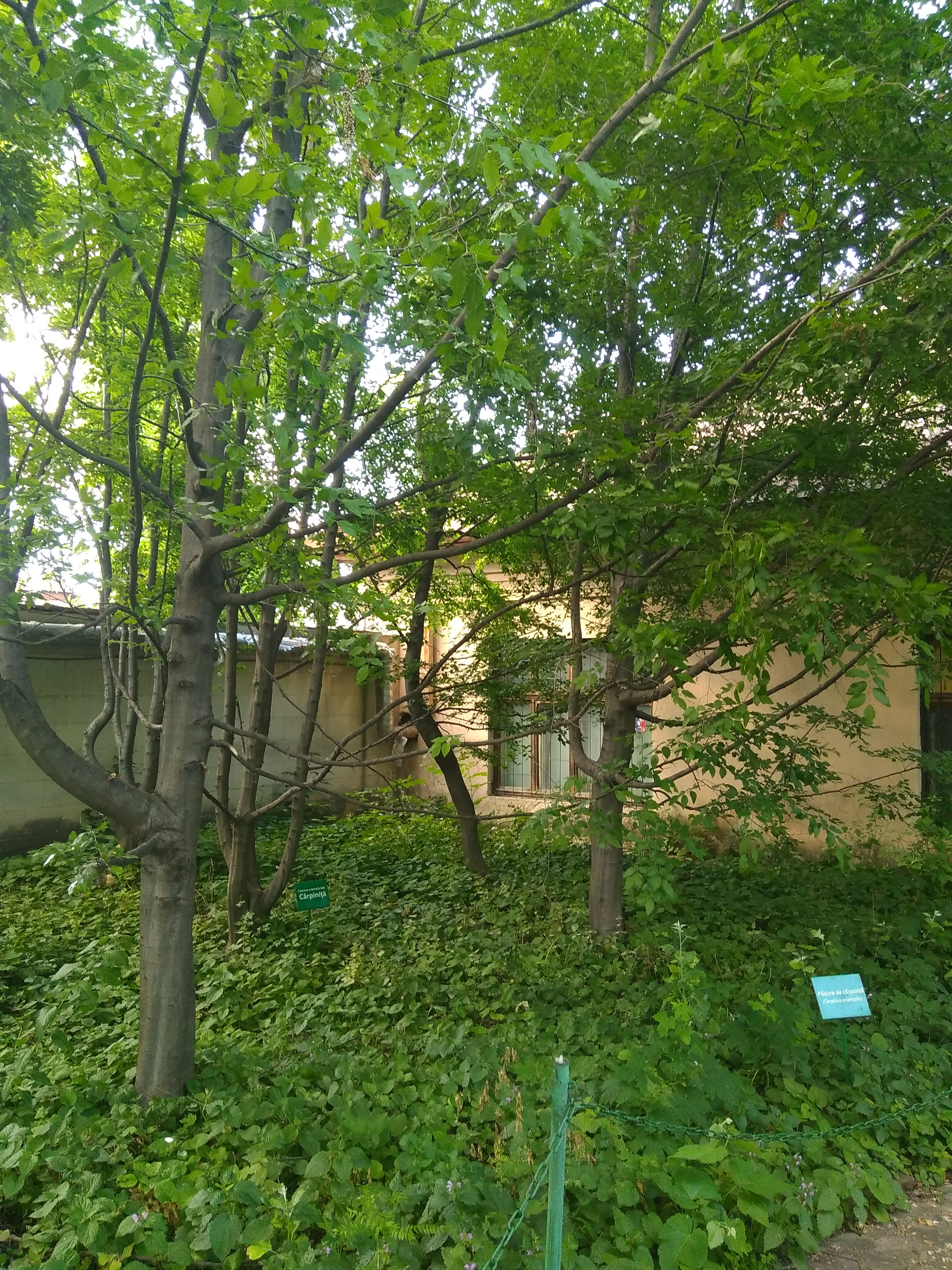
Cărpiniță
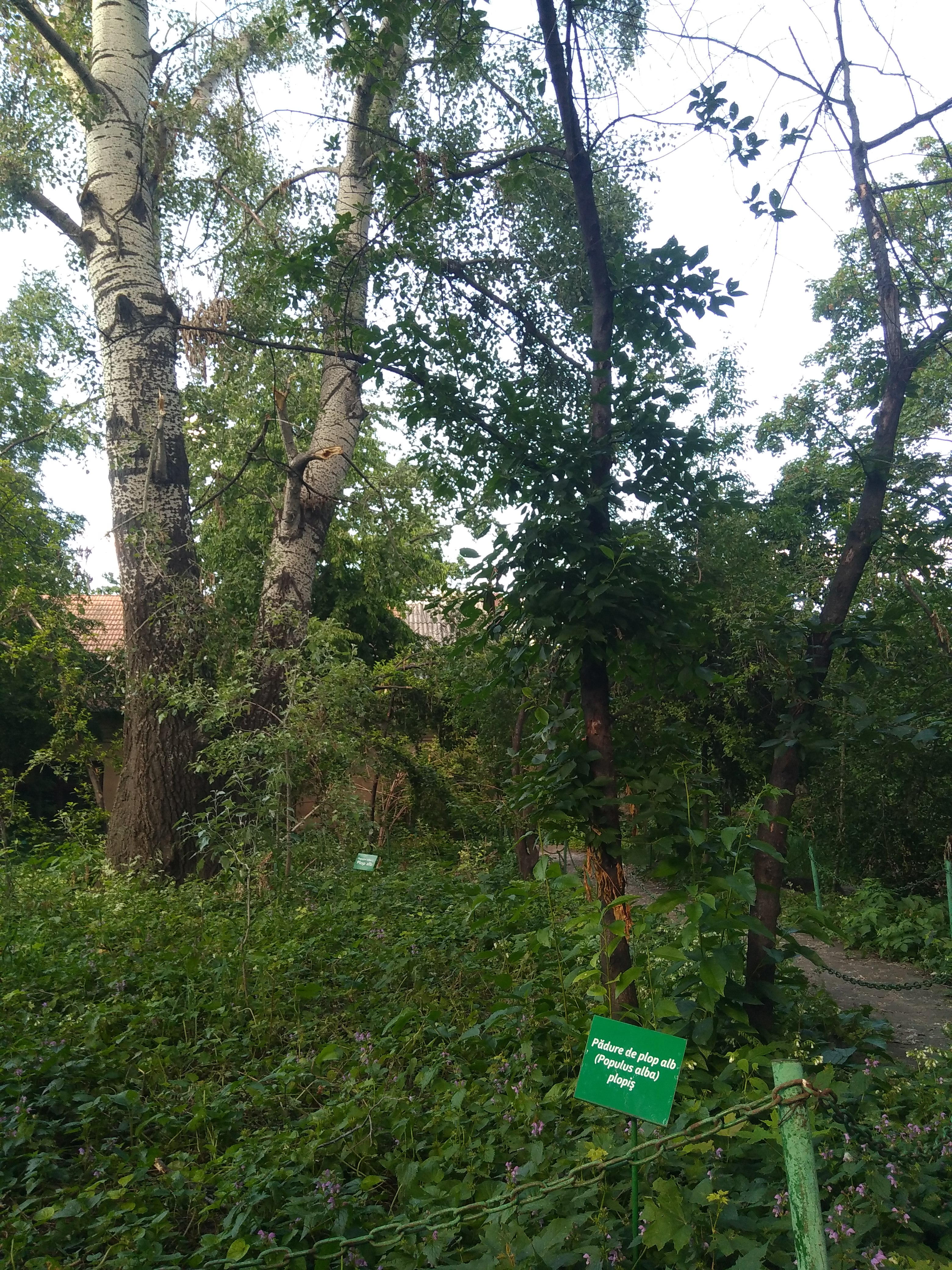
Plop alb
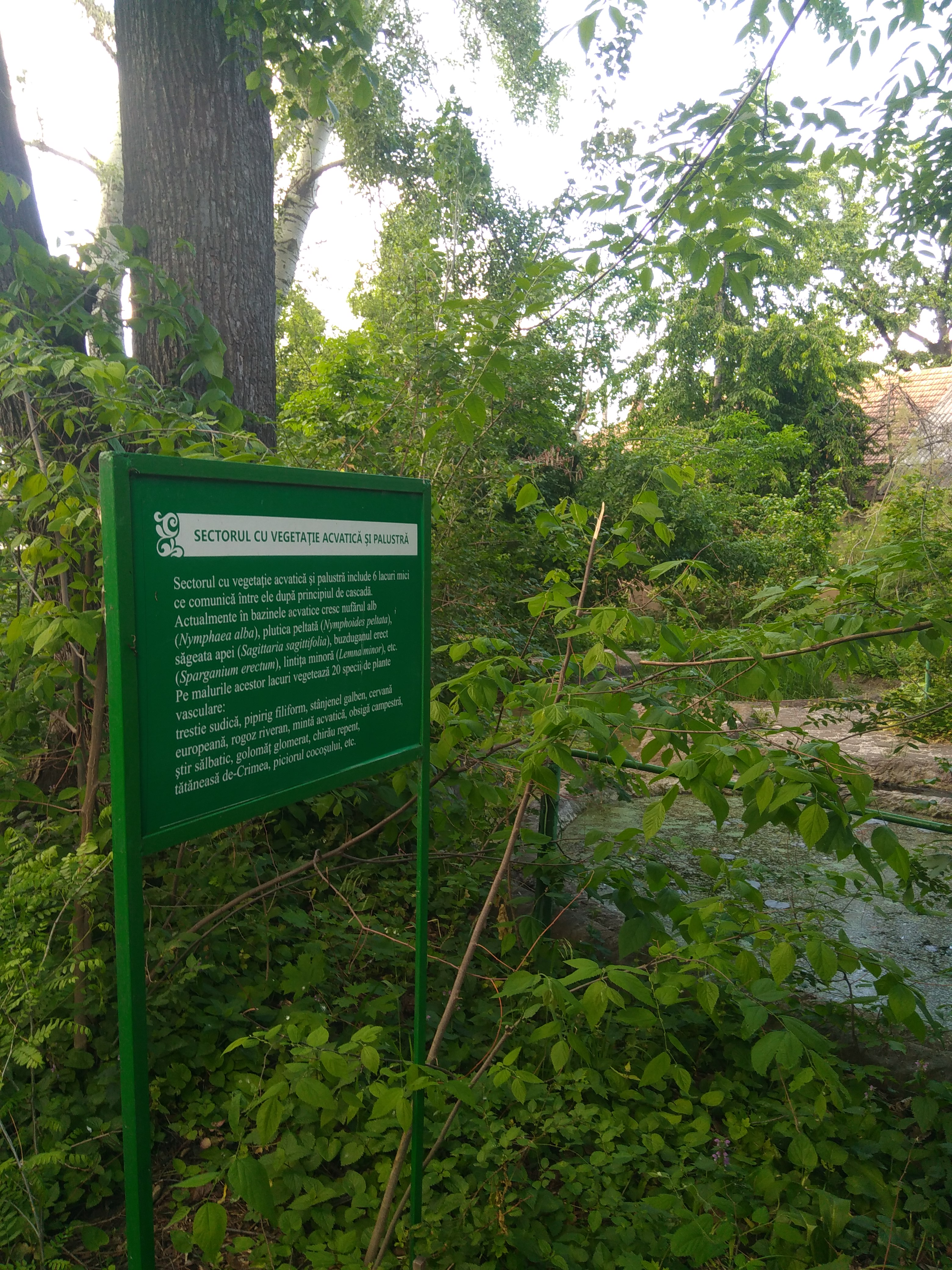
Sectorul de vegetație acvatică și palustră
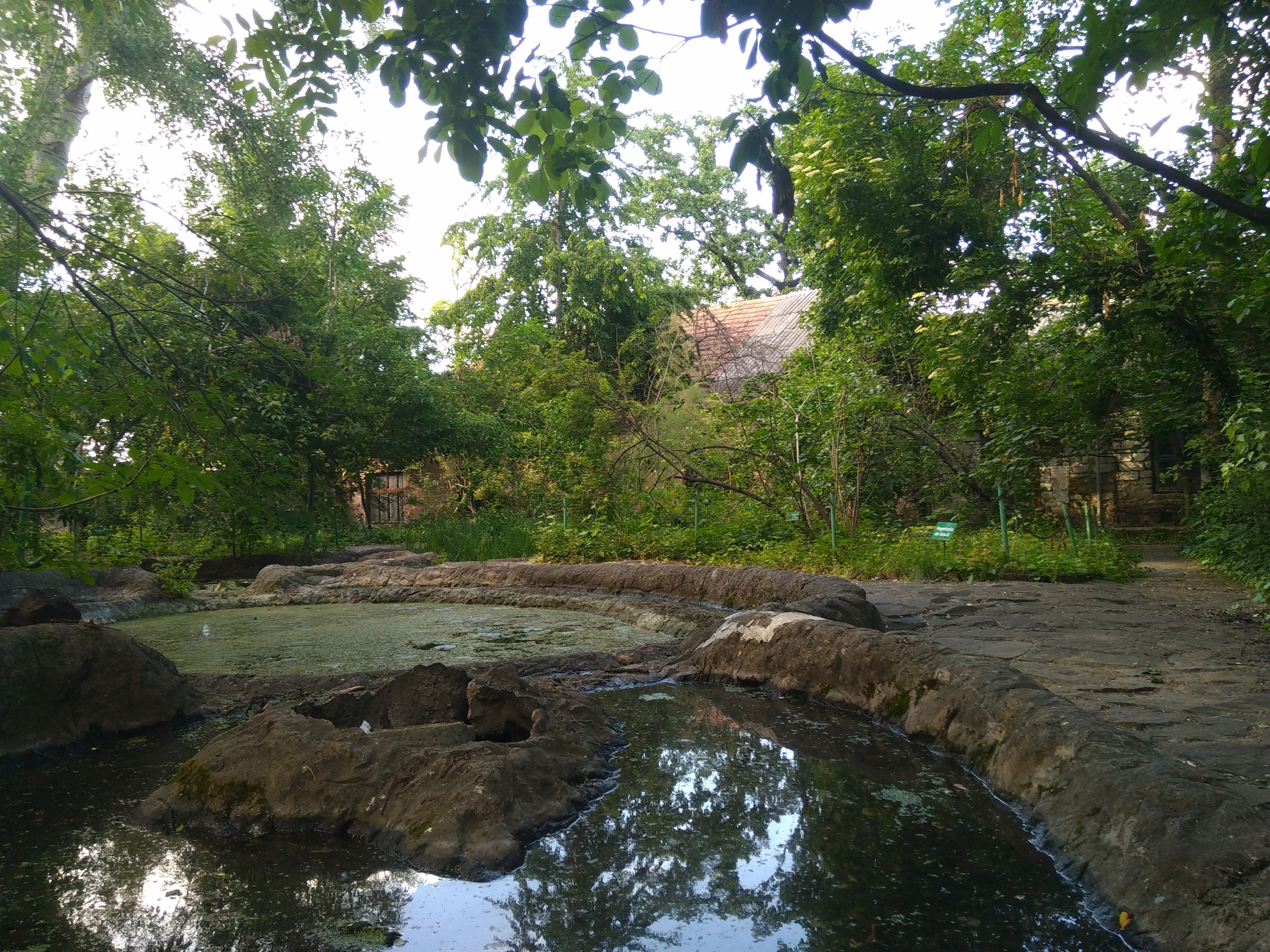
Vegetație acvatică
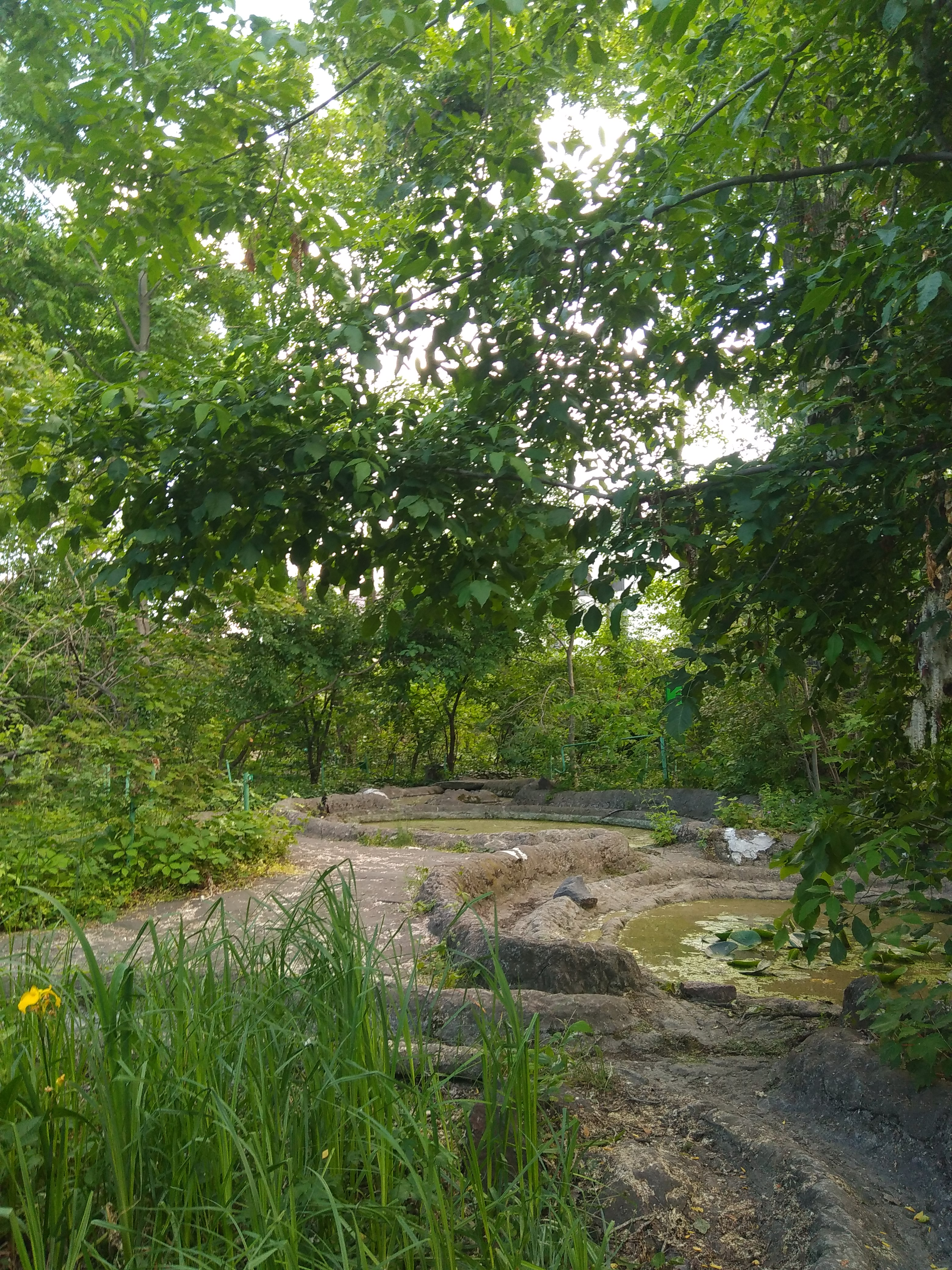
Vegetație palustră
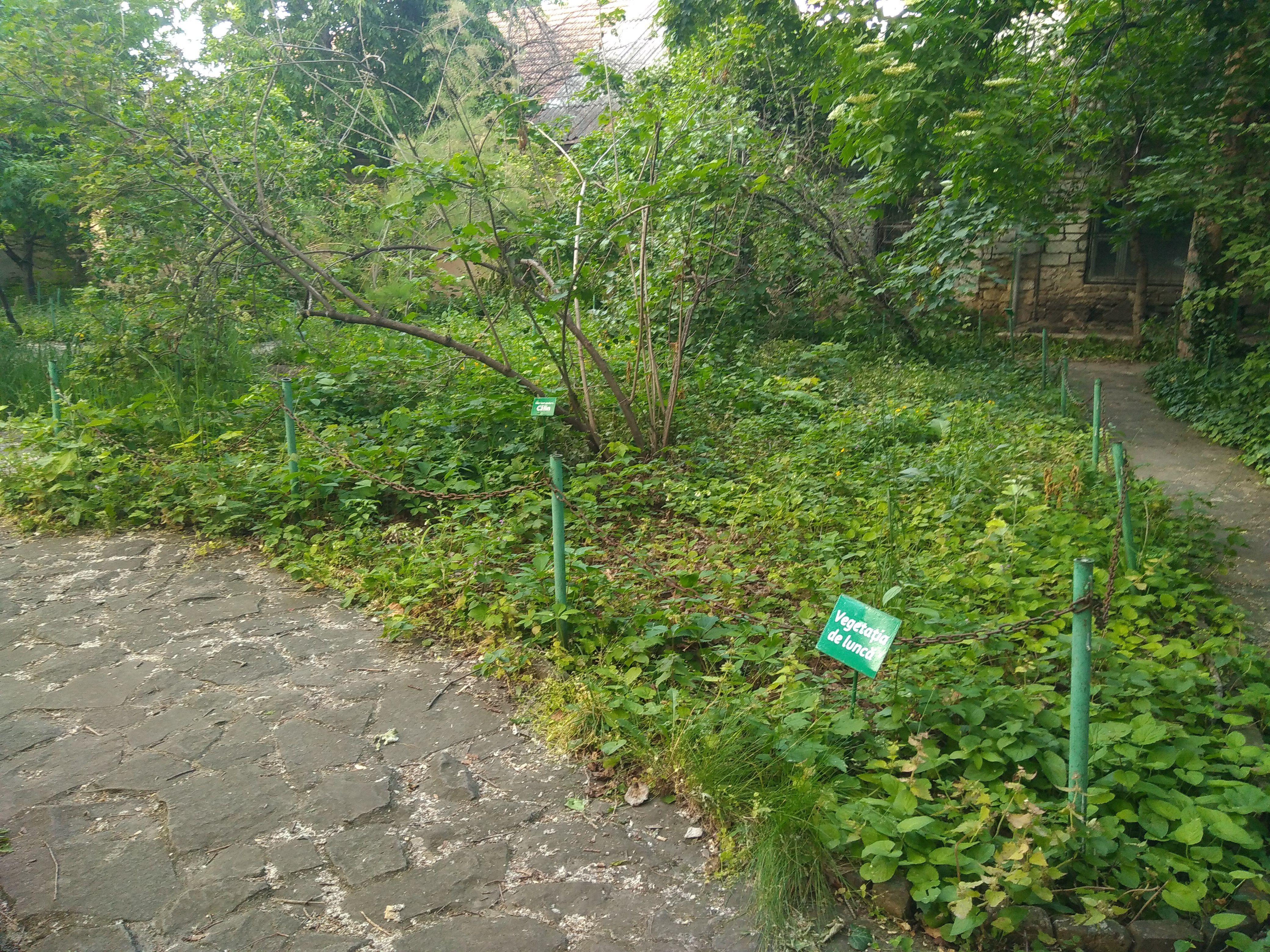
Vegetație de luncă
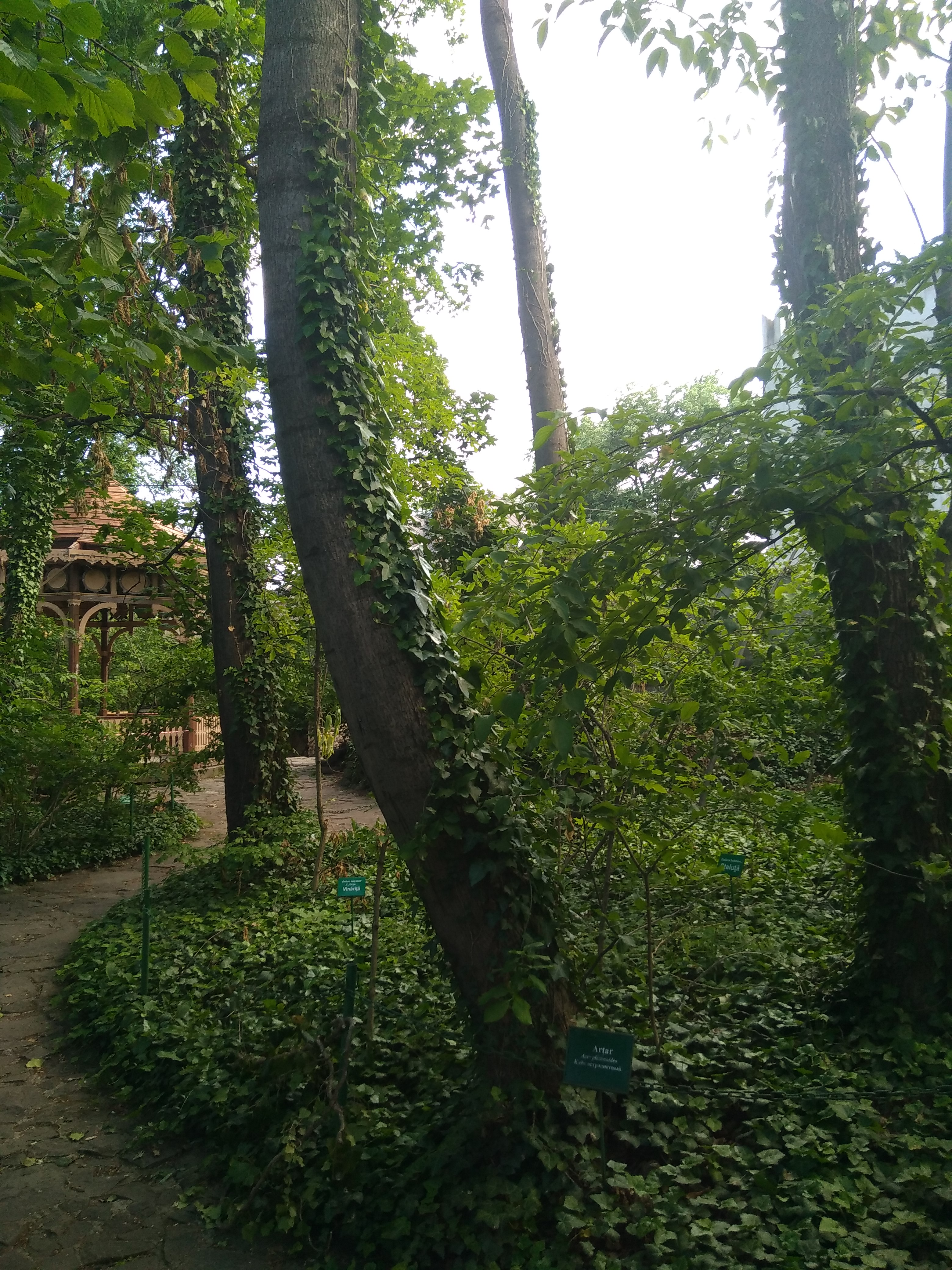
Arțar
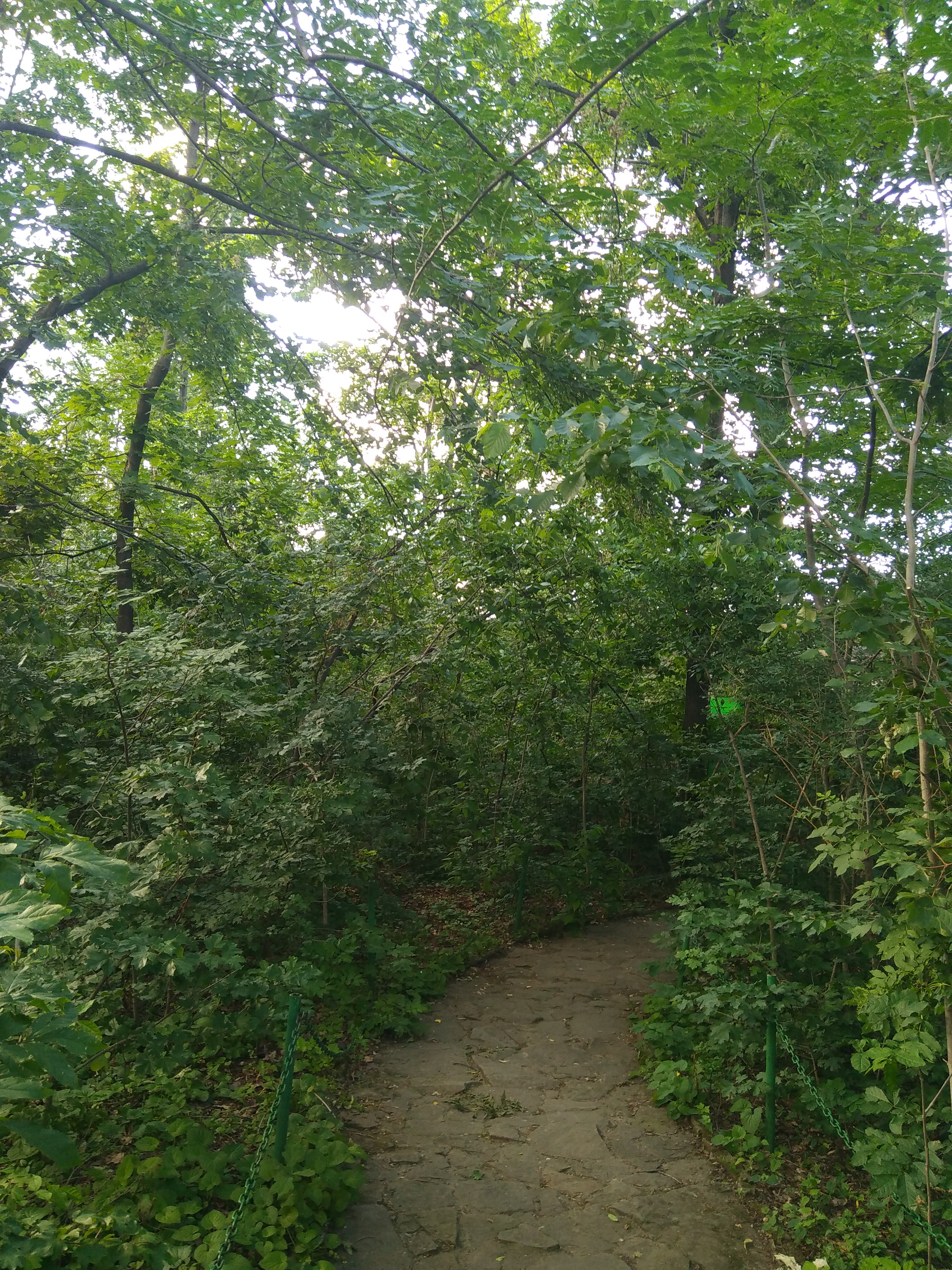
Potecă

## Alte exponate
Parcul mai găzduiește un foișor de lemn și un havuz construit în 1889 de către arhitectul Alexandru Bernardazzi. Pe perimetrul grădinii sunt amenajate cuști și zone îngrădite pentru păsări exotice.

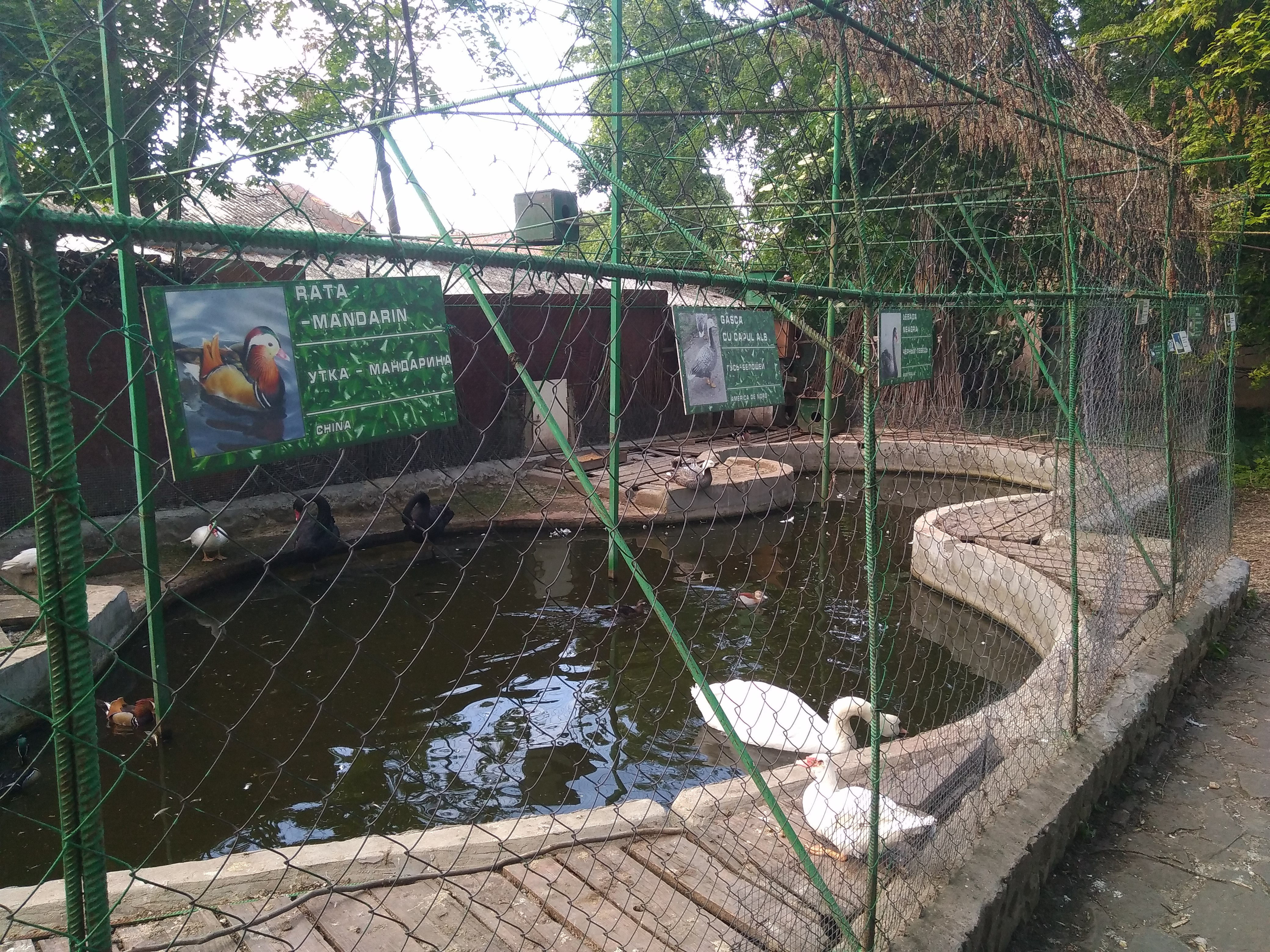
Păsări de baltă în vivarium
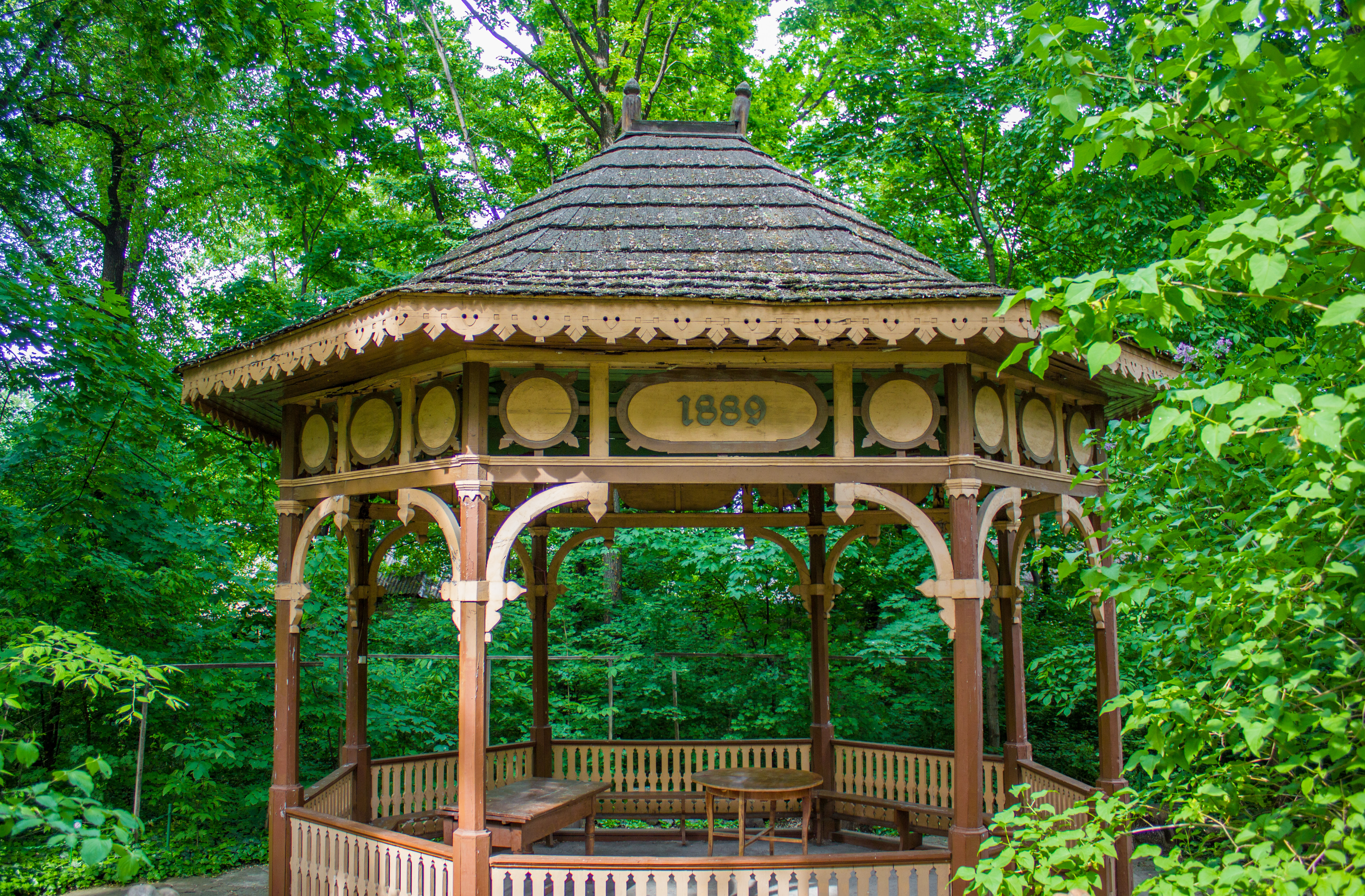
Foișorul
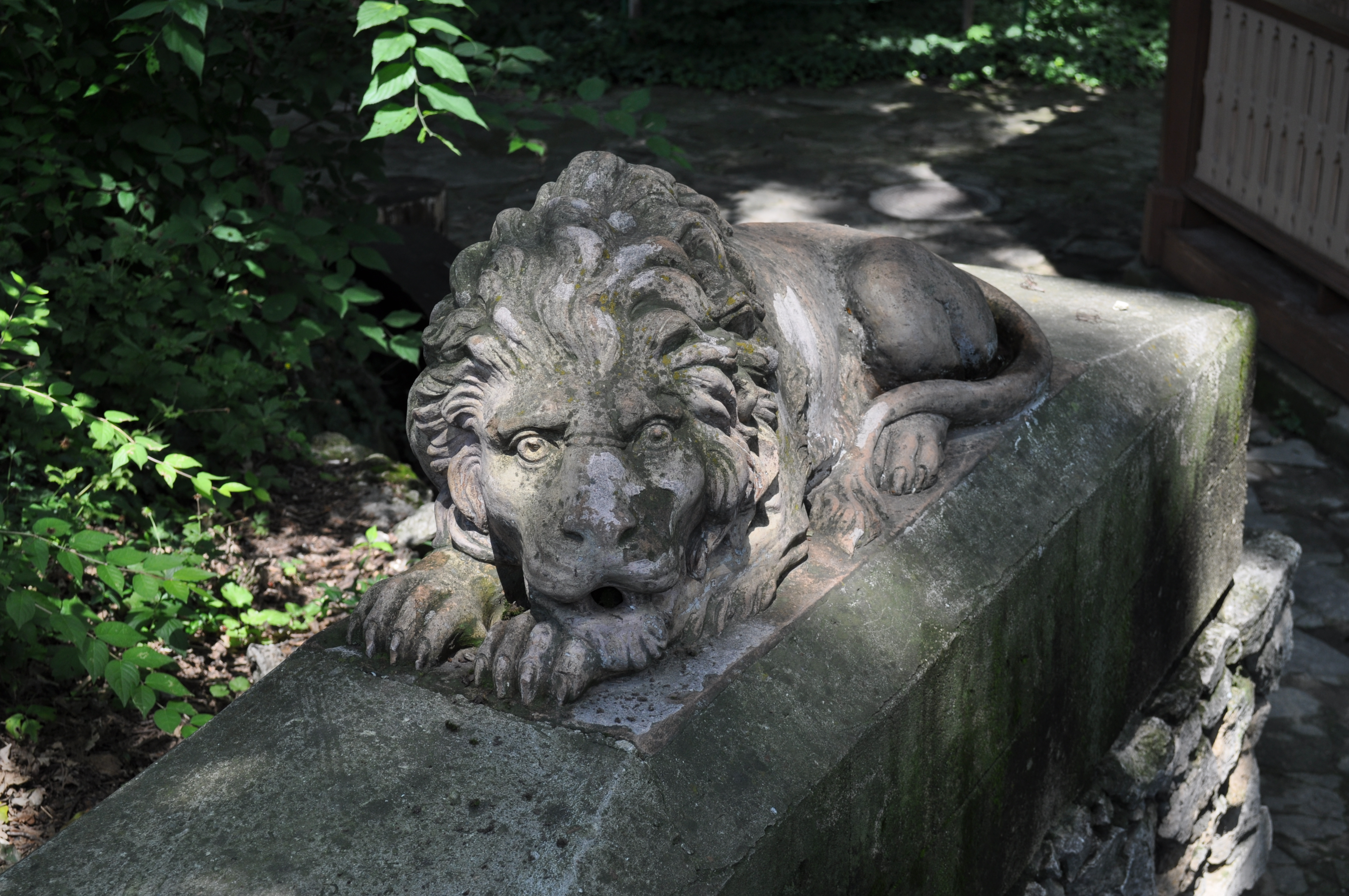
Sculpturi lângă foișor
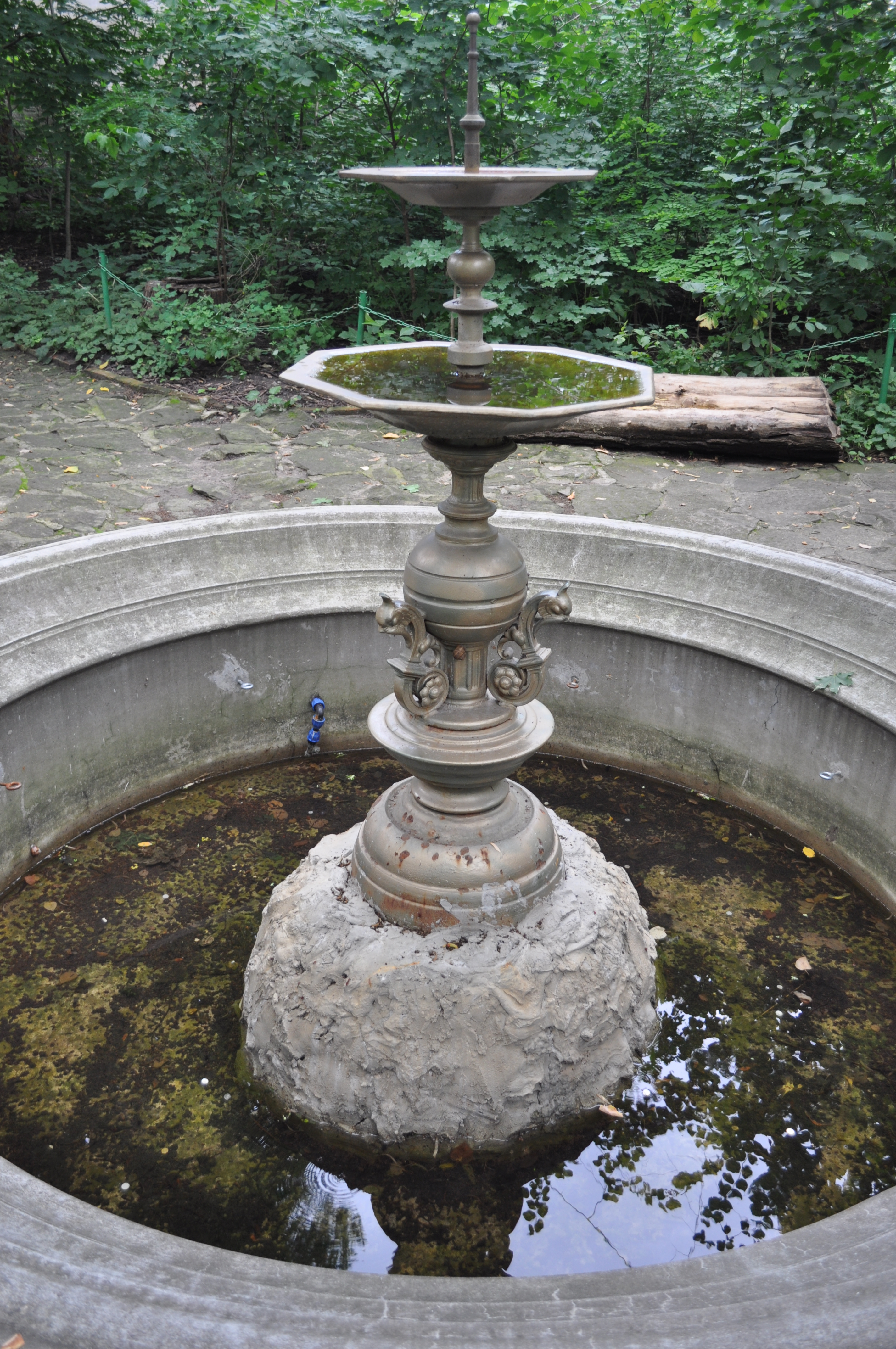
Havuzul lui Bernardazzi